# Le Temps des fleurs (album)
 (mars 2024).
Si vous disposez d'ouvrages ou d'articles de référence ou si vous connaissez des sites web de qualité traitant du thème abordé ici, merci de compléter l'article en donnant les références utiles à sa vérifiabilité et en les liant à la section « Notes et références ».
Albums de Dalida
Olympia 67
(1967) Canta in Italiano
(1969)
Le Temps des fleurs est le quinzième album studio enregistré en français de Dalida.
L'album est nommé et porté par l’un des rares succès de la chanteuse en France durant la fin des années 60.
La chanson Dans la ville endormie connait un regain d'intérêt en 2021, après avoir figuré dans la bande originale du film Mourir peut attendre. Une édition vinyle limitée de la chanson est créée spécialement pour l’occasion.
Stylistiquement, l'album, en continuité du précédent, navigue entre pop, folk et easy listening. La majorité des titres sont des ballades au ton et aux textes graves et mélancoliques, notamment la chanson Les Anges noirs qui traite de la position et de la représentation des enfants noirs dans la société.
La direction musicale et les arrangements sont assurés par Guy Motta, Jean Claudric et Giancarlo Gazzani. Franz Auffray supervise la production de l’album.

## Face A
1. Le Temps des fleurs
2. Quelques larmes de pluie (Rain & Tears)
3. Manuella (El paso del Ebro, viva la quince brigada)
4. Dans la ville endormie
5. Le Septième Jour
6. La Bambola

## Face B
1. Les Anges noirs
2. Je m'endors dans tes bras [To Give (The Reason I Live)]
3. Tire l'aiguille
4. Le Petit Perroquet
5. Je me repose
6. Tzigane (Zigeunerjunge)

## Singles

### France
(mars 2024).
- Si J'avais des Millions / Tout Le Monde A Sa Chanson D'amour / Tzigane / Tout Le Monde Sait
- Pars / La Petite Maison Bleue / La Bambola / Dans La Ville Endormie
- Le Temps des Fleurs / Le Septième Jour / Je M'endors Dans Tes Bras / Le Petit Perroquet
- Le Temps des Fleurs / Je Me Repose / Je M'endors Dans Tes Bras / Le Septième Jour